# Mutnedjmet
Đừng nhầm lẫn với Mutnedjmet, vương hậu của Pharaon Psusennes I thuộc Vương triều thứ 21.
Mutnedjmet (còn được viết là Mutnedjemet, Mutnodjmet, Mutnodjemet), là một vương hậu sống vào thời kỳ Vương triều thứ 18 trong lịch sử Ai Cập cổ đại. Bà là vợ kế của Pharaon Horemheb. Cái tên Mutnedjmet có nghĩa là "Mut ngọt ngào".
Bà được phong nhiều danh hiệu cao quý như: "Người vợ Vĩ đại của Pharaon", "Tình yêu ngọt ngào", "Nữ chúa của Thượng và Hạ Ai Cập", "Nữ nghệ sĩ của thần Hathor", "Nữ nghệ sĩ của thần Amun", "Người phụ nữ yêu kiều", "Lời tán dương vĩ đại",...

## Thân thế
Người ta vẫn chưa rõ về xuất thân của Mutnedjmet. Nhiều nhà Ai Cập học cho rằng bà là chị/em gái của Nefertiti với tên gọi là Mutbenret. Sự đồng nhất này là do tên của Mutbenret được đọc như là "Mutnedjmet". Tuy nhiên người ta vẫn không tìm được bằng chứng cho điều này. Nhà nghiên cứu Geoffrey Martin viết rằng:
"Cái tên Mutnodjmet không phải thật sự là hiếm vào những giai đoạn cuối của Vương triều thứ 18, và thậm chí nếu có là chị em với Nefertiti đi chăng nữa thì cuộc hôn nhân giữa bà và Horemheb cũng không ảnh hưởng gì đến sự lên ngôi của Horemheb bởi vì Mutnodjmet (người được vẽ trên những ngôi mộ ở El-Amarna) không mang dòng máu hoàng gia. Dù gì đi nữa thì Mutnodjmet có thể đã kết hôn với Horemheb trước khi ông làm vua không lâu."
Mutnedjmet chỉ là vợ thứ hai của Horemheb. Người vợ đầu tiên, Amenia đã qua đời trước khi chồng bà đăng quang.

## Qua đời và chôn cất
Mutnedjmet mất vào khoảng năm cai trị thứ 14 của chồng bà, dựa vào chi tiết trên một chiếc bình rượu được chôn theo. Cả Amenia và Mutnedjmet đều được hợp táng trong ngôi mộ của Horemheb tại Saqqara, Memphis.
Xác ướp của Mutnedjmet chỉ ra rằng, bà đã sinh nở khá nhiều lần, nhưng lại không có bất cứ một ghi chép nào về những người con của bà, có lẽ là chết non. Một xác ướp bào thai nằm bên cạnh Mutnedjmet cho thấy, bà đã chết trong lúc hạ sinh đứa bé này.
Chủ sở hữu của ngôi mộ QV33 tại Thung lũng các Vương hậu là một phụ nữ không rõ lai lịch tên Tanedjemet, tuy nhiên hai nhà nghiên cứu Hari và Thomas phỏng đoán rằng, phần "Ta" vốn bị sửa từ chữ "Mut", cho nên ngôi mộ này được xây dành cho bà. Giả thuyết này về sau không được chấp nhận.

## Những kỷ vật
Vương hậu Mutnedjmet được biết đến thông qua một số các vật kỷ niệm sau:
- Một bức tượng Horemheb và Mutnedjmet cùng ngồi trên ngai được tìm thấy tại đền Karnak, hiện được cất giữ tại Bảo tàng Museo Egizio, Ý[1].
- Horemheb và Mutnedjmet cùng xuất hiện trên tường mộ của viên quan ghi chép hoàng gia tên Roy[6].
- Một bức tượng khổng lồ tại đền Karnak khắc họa một Bà chúa dưới hình ảnh nữ thần Amunet, được cho là của Mutnedjmet (hoặc là của Ankhesenamun hay Tey)[7].
- Phần dưới một bức tượng của Mutnedjmet có nhắc đến những phong hiệu của bà, được chôn trong mộ của Horemheb.
- Nhiều bình kín của Mutnedjmet có khắc những dòng văn tự cũng được tìm thấy tại mộ của Horemheb. Những mảnh vỡ của các bức tượng khác cũng được phát hiện tại đây[8].
- Nhiều văn tự đề cập đến Ankhesenamun tại đền Luxor đã bị sửa thành của Mutnedjmet[3].